# Tolino vision 5

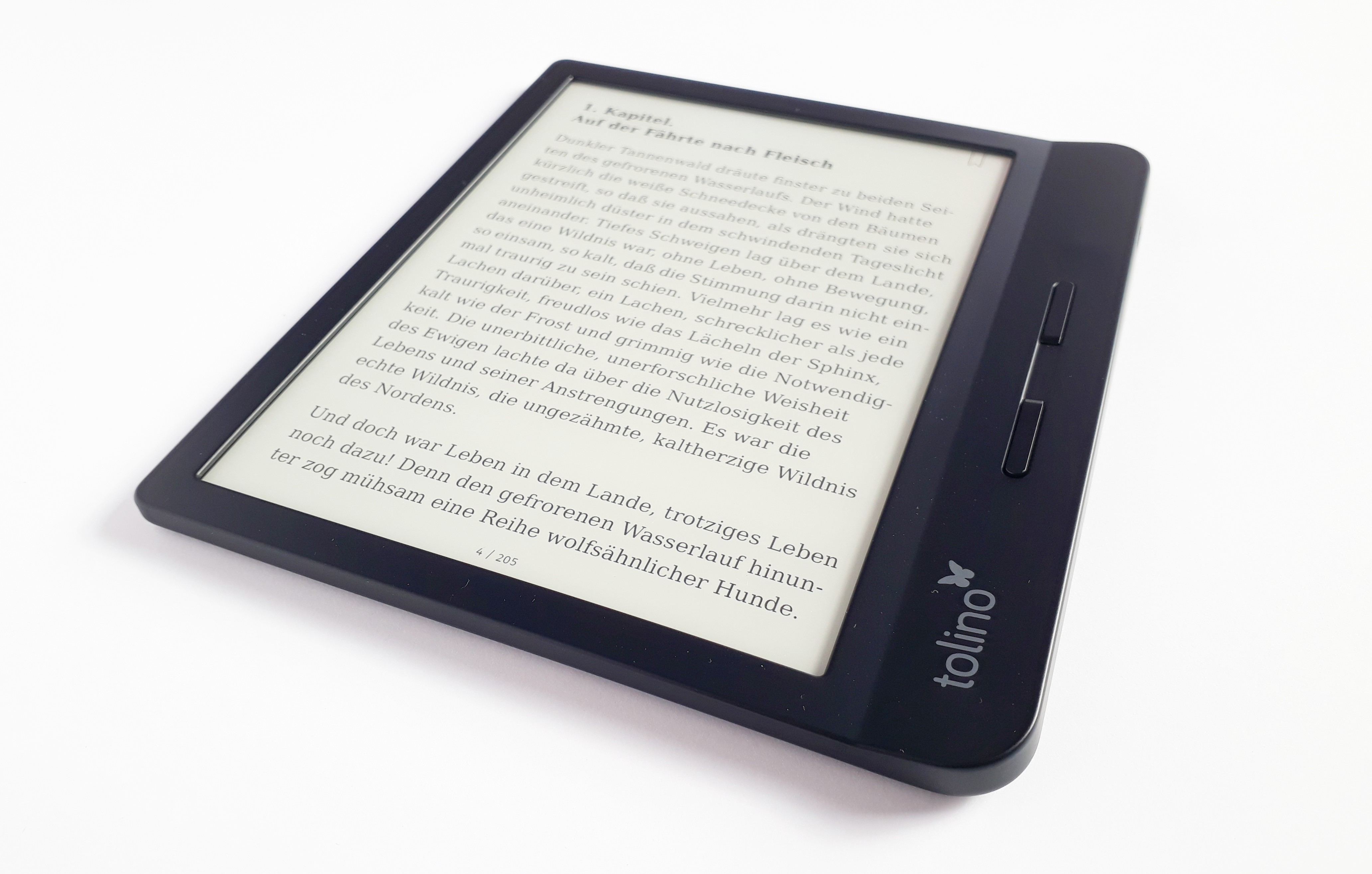
Tolino Vision 5

Der Tolino vision 5 ist ein E-Book-Reader der Tolino-Allianz und „praktisch baugleich“ zum Kobo Libra H2O. Er erschien am 16. Oktober 2019. Design und Größe unterscheiden sich daher vom unmittelbaren Vorgänger, dem Tolino Vision 4 HD, insbesondere hinsichtlich der größeren Display-Abmessungen, der hier vorhandenen Kanten zwischen Gehäuserand und Display und der Griffleiste mit zwei physischen Blättertasten.
Der von Vorgängermodellen bekannte Wasserschutz ist auch beim Vision 5 vorhanden. Es gibt jetzt auch Blättertasten, „Tap2flip“ (Blättern durch ein tap auf die Rückseite) wird nicht mehr unterstützt. Beleuchtung lässt sich durch das Menü steuern, die separate Taste für die Beleuchtung des Tolino vision 4 gibt es nicht mehr. Der 7″-E-Ink-Carta-Glas-Bildschirm mit einer HD-Auflösung von 300 ppi (1264 × 1680 Pixel bei 16 Graustufen) kann in Hoch- und Querform benutzt werden mittels halbautomatischer Displaydrehung: Bei entsprechender Drehung wird ein Symbol angezeigt, welches betätigt werden muss, um die Bildrotation durchzuführen. Neben einem Dunkelmodus gibt es einen Modus für Sehschwächen, in dem auch alle Steuerelemente vergrößert werden.
Auch dieser E-Book-Reader bietet einen Hall-Sensor, der die Nutzung sogenannter „intelligenter“ Schutztaschen erlaubt sowie ebenfalls wie das Vorgängermodell 4 HD 8 GB internen Speicher und Hintergrundbeleuchtung, deren Farbtemperatur sich abhängig von der Tageszeit oder manuell regeln lässt. Der fest verbaute Lithium-Polymer-Akku hat eine Kapazität von 1200 mAh, also eine geringere im Vergleich zum Vision 4 HD, welcher noch mit 1500 mAh ausgestattet wurde. Des Weiteren ist zum Vorgängermodell die plane Oberfläche verschwunden. Ein Speicherkarten-Einschub fehlt auch bei diesem Modell. Das Nachfolgemodell ist der Tolino Vision 6.

## Technische Daten
| Abmessungen               | 158,6 mm × 144,2 mm × 5,2 mm (7,7 mm Griffleiste) |
| Gewicht                   | 195 g |
| Bildschirmtechnik         | E-Ink-„Carta HD Display“ mit kapazitivem Double-Layer-Touchscreen und optionaler stufenloser Beleuchtung |
| Bildschirmdiagonale       | 17,8 cm (7,0″) |
| Auflösung                 | 1264 × 1680 Pixel, 300 ppi |
| Schriftarten              | 6 vorinstallierte Schriftarten (plus ggf. Verlagsschriftart des jeweiligen E-Books) und 9 Schriftgrößen |
| Prozessor                 | NXP i.MX6, 1 GHz |
| Arbeitsspeicher           | 512 MB RAM |
| Speicher                  | 8 GB interner Flash-Speicher, davon etwas weniger als 6 GB nutzbar |
| Akku                      | 1200 mAh („mehrere Wochen“ Akkulaufzeit) |
| Konnektivität             | Micro-USB 2.0 easy2connect (USB Typ A auf Micro B, beidseitig einsteckbar), WLAN (802.11 b/g/n) |
| Betriebssystem            | Android-Derivat von Rakuten Kobo (mit Stand vom 26. Oktober 2019 beziehen sich Lizenzinformationen im Gerät auf 2.3.4 Gingerbread und 4.4.2 Kitkat) |
| aktuelle Softwareversion  | 16.1.0 (Stand 26. Oktober 2023) |
| unterstützte Dateiformate | EPUB (mit und ohne DRM), PDF (mit und ohne DRM), TXT; Onleihe-kompatibel |
| Extras                    | wassergeschützt (IPX8), Blättertasten, integrierter Webbrowser (nach Lizenzinformation im Gerät basierend auf Chromium 33), Vergrößerungsmodus, anpassbarer Sleepscreen, Modus für Linkshänder, 25 GByte Speicherplatz registrierbar in der Tolino-Cloud über den das Gerät verkaufenden Buchhändler |